# Igreja de Santiago (Coimbra)
A Igreja de São Tiago localiza-se na Praça do Comércio, na freguesia Coimbra (Sé Nova, Santa Cruz, Almedina e São Bartolomeu), cidade, município e distrito de Coimbra, em Portugal.
Erguida entre o final do século XII e início do século XIII, é um dos grandes monumentos em estilo românico da cidade.
Segundo reza a história, foi aqui que o Infante D. Pedro, duque de Coimbra e o seu grande amigo D, Álvaro Vaz de Almada juraram não sobreviver um ao outro antes de irem ao encontro da morte na Batalha de Alfarrobeira.
A Igreja de São Tiago encontra-se classificado como Monumento Nacional desde 1910.

## História

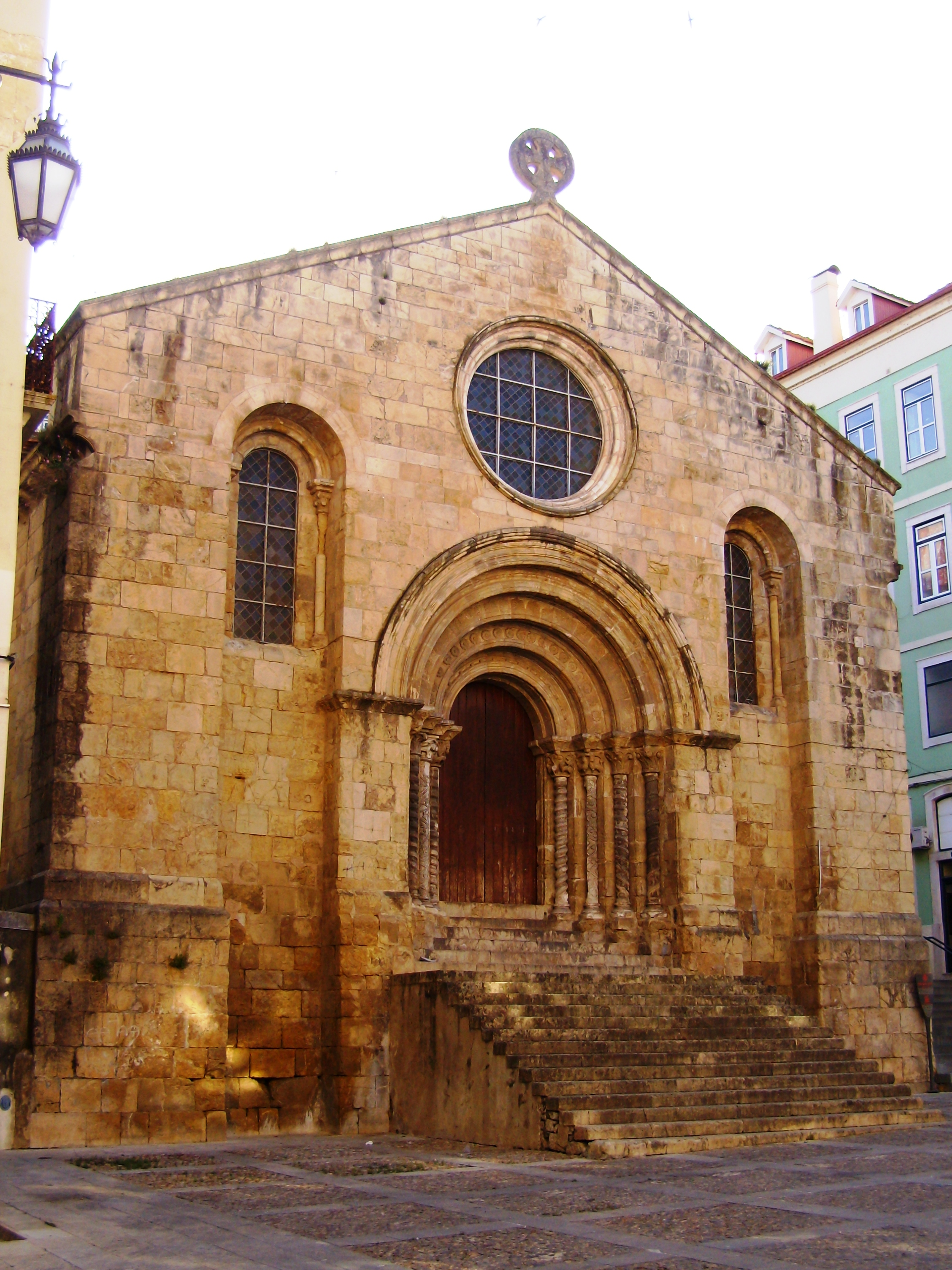
Fachada principal

As obras do templo foram iniciadas antes do ano de 957, como comprova um documento onde este é doado ao Mosteiro de Lorvão.  Foi reedificado nas últimas décadas do século XII, em data desconhecida, no reinado de Sancho I de Portugal. A sua sagração ocorreu em 1206, mas acredita-se que as obras tenham se prolongado ainda por vários anos. Pelo menos duas campanhas construtivas, em estilo românico, foram realizadas nessa época.

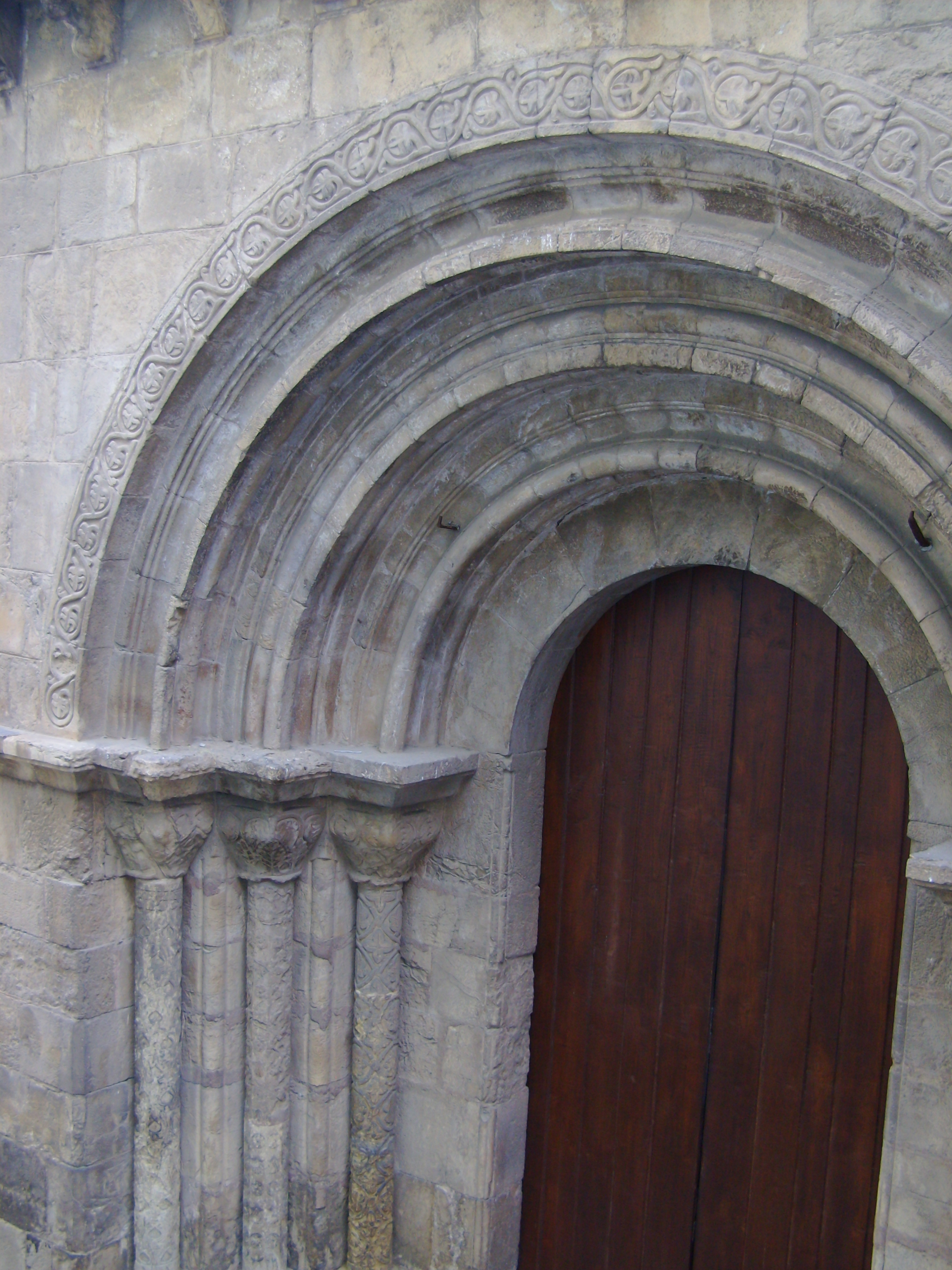
Detalhe do portal sul

No exterior da igreja destacam-se os portais principal e lateral sul, obras de grande valor para entender o românico coimbrão. O portal principal, de quatro arquivoltas, parece mais tardio e contou com a participação de artistas de alta capacidade artística junto a outros de menor talento. Aqui os capitéis contém vários motivos, tanto vegetalistas como animais, alguns derivados da Sé Velha de Coimbra, como o motivo das aves enfrentadas. As colunas do portal principal são também profusamente decoradas com relevos geométricos em forma de espiral e motivos vegetalistas. O elegante portal sul pertence provavelmente a fins do século XII, sendo composto por várias arquivoltas sem decoração, envoltos por uma moldura com forma de videira, e capitéis e colunas com motivos vegetalistas.
O interior da igreja conta com três naves e três capelas na cabeceira. No século XV foi adicionada, ao lado norte da igreja uma capela de planta quadrangular, com um portal em estilo gótico com um interessante alfiz decorado.
Embora tenha sofrido várias modificações ao longo dos séculos, a intervenção mais radical teve lugar no século XVI, quando foi construída uma segunda igreja sobre a primitiva igreja, para servir de Igreja da Misericórida da cidade. Essa adição, construída na década de 1540, foi removida nas obras de restauro da primeira metade do século XX.
Uma importante mutilação da igreja ocorreu em 1861, aquando do alargamento da atual rua Visconde da Luz. Nessa obra se perdeu grande parte do absidíolo sul e capela principal.